# El Pa de Sucre
El Pa de Sucre, o Tumeneia Central, és una muntanya que es troba en el límit dels termes municipals de la Vall de Boí (Alta Ribagorça) i de Naut Aran (Vall d'Aran), situada en el límit del Parc Nacional d'Aigüestortes i Estany de Sant Maurici i la seva zona perifèrica.

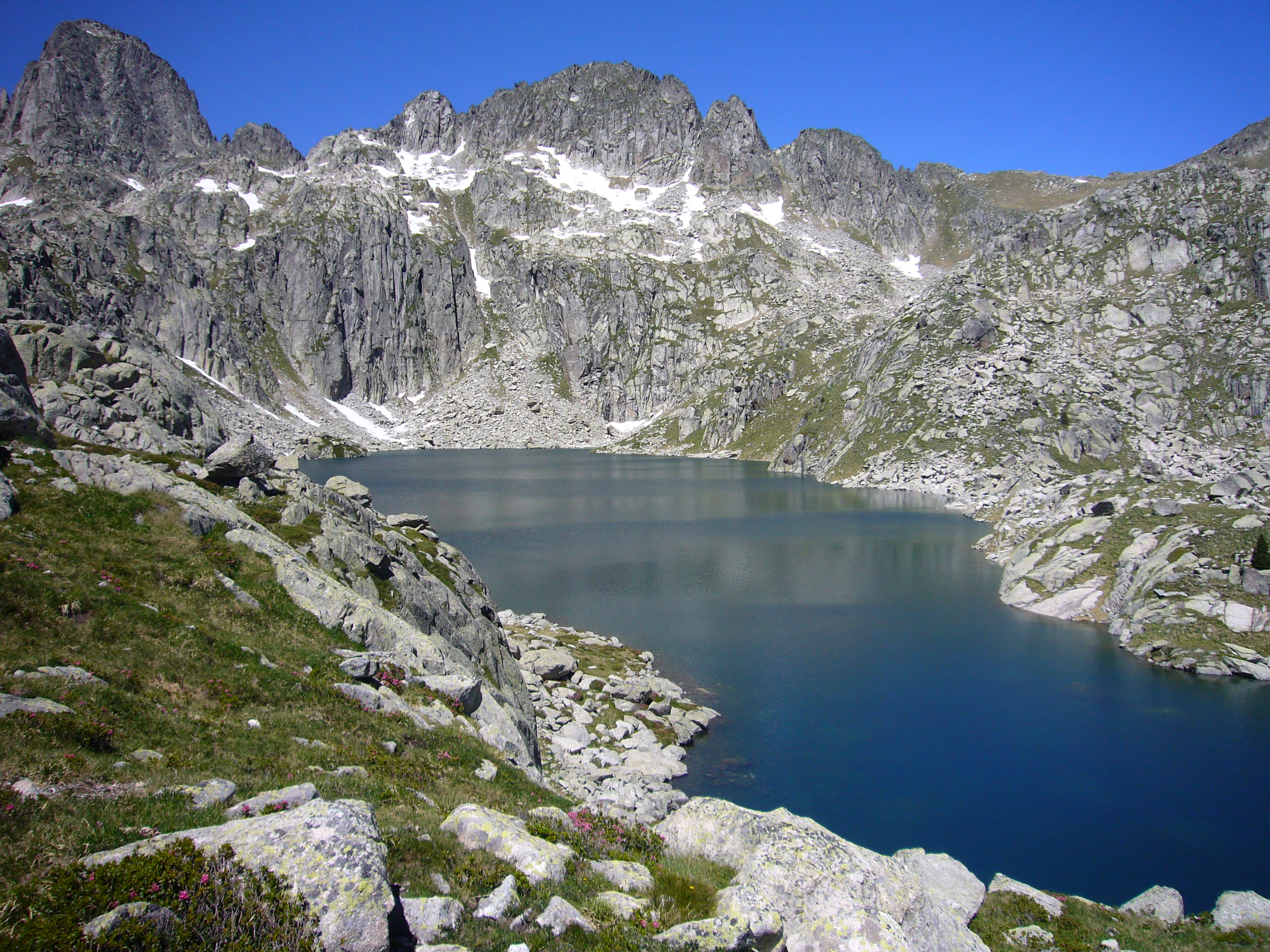
El Pa de Sucre damunt l'estany de Tumeneia de Dalt (Imatge amb anotacions)

El pic, de 2.862,6 metres, es troba a la serra de Tumeneia, que separa la sud-oriental capçalera de Caldes de la nord-occidental vall de Valarties. Està situat al nord-est del coll d'Harlé i al sud-oest de la Bretxa de Pauss.

## Rutes
- Des del refugi Joan Ventosa i Calvell:
  - per la riba meridional de l'estany de Travessani, els estanys de Tumeneia, l'estany Clot i coll d'Harlé.
  - per la riba meridional de l'estany de Travessani, els estanys de Tumeneia, l'estany Clot i Bretxa de Pauss.
- Des del refugi de la Restanca:
  - Via Lac de Mar i coll d'Harlé.
  - Via Lac de Mar i Bretxa de Pauss.